# Ma-3013
La Ma-3013 es una carretera local de la isla de Mallorca que une la localidad de Son Ferriol con Cas Capita, enlazando con la Ma-13A a la altura del km 6. En su recorrido la vía atraviesa la población de Pla de Natesa.
La gestión y el mantenimiento de la vía está a cargo del departamento de Obras públicas del Consejo Insular de Mallorca.

## Recorrido
| Velocidad | Indicación | Carretera de enlace y dirección                                    |
| --------- | ---------- | ------------------------------------------------------------------ |
|           |            | Ma-3011 Sinéu                                                      |
|           |            | Ma-30 Palma de Mallorca, Manacor, Playa de Palma, Aeropuerto, Inca |
|           |            | Ma-13A Puente de Inca, Inca, Puerto de Alcudia, Palma de Mallorca  |